# 보은 회인 인산객사
보은 회인 인산객사(報恩 懷仁 仁山客舍)는 충청북도 보은군 회인면에 있는 건축물이다. 1982년 12월 17일 충청북도의 유형문화재 제116호로 지정되었다.

## 개요
조선시대에 중앙의 관리가 파견되거나 외국에서 사신이 올 때 잠시 머물 수 있도록 시설해 놓은 곳이다.
정당은 1983년에 수리하였는데 이때 발견된 문서에 의하면 효종 6년(1655)에 새로 지어지고, 순조 3년(1803)에 고쳤으며 인산객사로 기록되어 있어 종래의 회인객사 동헌이 아님을 알 수 있다.
배치형식은 정당을 중심으로 좌우에 방이 있으며, 앞쪽에는 중문과 외문 그리고 행랑이 있는 것이 보통이다. 이곳에는 정당과 외문만이 남아있다.
앞면 8칸·옆면 2칸으로 가운데 3칸의 정당은 모두 우물마루로 되어있으며, 그 옆으로 2칸의 방을 놓아서 가운데 마루와 연결시키고 있다.
회인 인산객사는 전체적인 건물의 수법으로 보아 조선 후기 특징을 나타내는 건물이다.

## 같이 보기
- 객사

## 참고 자료
- 보은 회인 인산객사 - 국가유산청 국가유산포털